# Les Anses-d'Arlet
Les Anses d'Arlet es una comuna francesa situada en la zona sudoeste del departamento, región e isla de Martinica. Cuenta con 1.105 hogares. En 1999 su tasa de desempleo era del 44%.

## Iglesia Saint-Henri

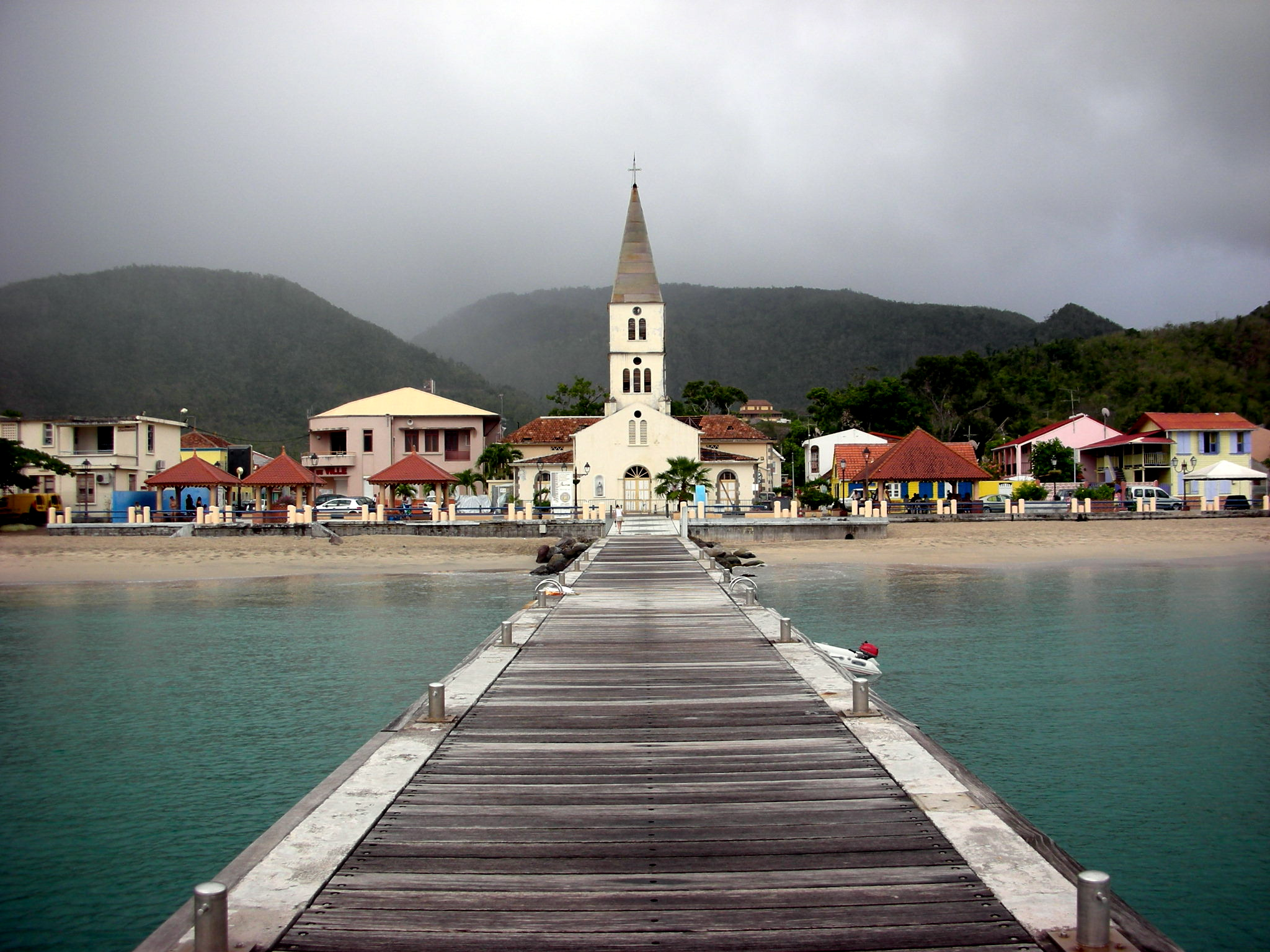
Iglesia Saint-Henri.

La iglesia Saint-Henri des Anses-d'Arlet, al borde de la playa, es una de las construcciones más conocidas  de la isla, en gran medida por su ubicación respecto al muelle. 
En 2007 fue muy afectada por el Huracán Dean, y en la actualidad se encuentra en reconstrucción.